# Joaquín María Arnau Miramón
Joaquín María Arnau Miramón (Valencia, 16 de marzo de 1849 - 8 de septiembre de 1906) fue un arquitecto español, considerado el más importante del romanticismo ecléctico valenciano. A él se deben destacados ejemplos de la aplicación del hierro a la arquitectura valenciana de finales de siglo XIX y algunas de las más innovadoras propuestas en cuanto a diseño y utilización de nuevos materiales.

## Biografía
En Valencia realiza sus primeros estudios. En 1869 ingresa en la escuela de arquitectura de la Real Academia de Bellas Artes de San Carlos, donde cursa estudios hasta que en septiembre de 1870, al haber sido suprimida la enseñanza de arquitectura en Valencia, se ve obligado a proseguir sus estudios en la Escuela Superior de Arquitectura de Madrid, que por aquel entonces hacía profesión del eclecticismo en sus enseñanzas.
En Madrid tiene ocasión de conocer las primeras aplicaciones importantes del hierro en la arquitectura y los inicios del neomudejarismo. Obtiene el título de arquitecto el 25 de abril de 1874. El 8 de junio del mismo año es nombrado arquitecto de los Lugares Píos de Santiago y Montserrat en la ciudad de Roma. Esta institución de apoyo a intelectuales y artistas españoles residentes en Roma cuenta con una serie de edificios. Al joven Arnau le compete la restauración y conservación de dichos lugares. Su estancia en Roma le permite el estudio minucioso del arte clásico y un conocimiento de la arquitectura italiana del Risorgimento. Apenas transcurrido un año en Roma, regresa a su Valencia natal donde contrae matrimonio con su prima Elisa Moles, previa dispensa papal requerida por el parentesco.
En ese año, 1875, Arnau Miramón es nombrado arquitecto municipal del Ayuntamiento de Valencia,  donde cumple con las obligaciones de su cargo con indudable eficiencia y una característica severidad. Junto a José Calvo Tomás y Luis Ferreres Soler trabaja por esos años en el plan de ensanche de Valencia, firmando en 1884, con dichos arquitectos, un nuevo Plan General de Valencia y Proyecto de Ensanche, que es aprobado tres años más tarde: en 1887. Tras diez años de servicio, solicita su renuncia al cargo de arquitecto municipal para dedicarse plenamente al ejercicio privado de su profesión, cambio propiciado probablemente por su relación con la Condesa de Ripalda.
En 1877 diseña un proyecto de monumento al rey D. Jaime que junto a otro proyecto de Granja modelo son presentados en la exposición que en febrero de ese año se celebra en la Academia de Bellas Artes de San Carlos con motivo de la visita a Valencia del rey Alfonso XII.
Su primera obra conocida en Valencia fue la reforma y renovación de la fachada norte de la iglesia del Convento del Pie de la Cruz. Ese mismo año, 1883, diseñó para la iglesia de San Esteban un altar de estilo bizantino destinado a custodiar el cuerpo de San Luis Beltrán, que se venera en dicha iglesia. Posteriormente, en diciembre de 1886, por encargo del Conde de Trigona en representación de la Gran Asociación Domiciliaria de Nuestra Señora de los Desamparados, realizó el proyecto, en la calle Blanquerías, de un gran salón para el reparto de raciones de comida a las familias pobres. Este salón, conocido hoy como el Salón de Racionistas, constituye una de sus obras más destacadas y conocidas, debido al original empleo de una bóveda metálica para cubrir la nave de la gran sala.
En 1887 realiza para las monjas de Jesús y María, las obras de restauración del antiguo convento agustino de Nuestra Señora del Socorro, que afectaron principalmente al interior de la iglesia y otras dependencias, con el objeto de instalar allí el colegio del mismo nombre, que tanta importancia tuvo en el acontecer de la vida social valenciana en los siguientes decenios.
A partir de estos años comienza su relación con  María Josefa Paulín de la Peña, Condesa de Ripalda, que le encargó la realización de importantes obras, entre las que destacan: un palacio residencia para ella misma en la Alameda, y un edificio de gran empaque, con pasaje interior, en la calle San Vicente. Respecto al Palacio de Ripalda, se trataba de un edificio peculiar, concebido como un chateau francés, dentro de una perspectiva romántica sin precedente en la ciudad. Su construcción puede ser situada entre los años 1889 y 1891. El edificio de la calle San Vicente fue proyectado en 1889 con fachadas a esta calle San Vicente y a la plaza de la Pelota -hoy calle de Moratín. Entre ambas fachadas se extiende un ancho pasaje cubierto por armadura metálica abovedada con placas de cristal. Hoy se conoce como el Pasaje Ripalda. Las fachadas del edificio han sido muy alteradas.
En 1893 es nombrado académico de número de la Real Academia de Bellas Artes de San Carlos y fue el encargado de pronunciar, el 6 de octubre de 1895, el discurso de apertura de curso de la misma, con una conferencia titulada El Arte Ojival.
Respecto a los edificios de viviendas, Arnau Miramón muestra una especial predilección por los vanos rectangulares con embocaduras que imitan la sillería, o arcos adintelados de ladrillo. En la decoración, en general muy sobria, es abundante el uso del hierro fundido en balcones, tornapuntas, remates y acroterios. Sirvan como ejemplo la Casa Peris (1886) en la Bajada de San Francisco, la Casa Oliag (1891) en la calle San Vicente, la casa de la calle Baja esquina Portal de Valldigna (1898) o la Casa Sancho (1900) en la calle La Paz. En 1896 recibe el encargo de proyectar la Casa Social del Círculo Valenciano, donde ideó una especie de pórtico de ojivas, cerrado por cristaleras. A ambos lados había cuerpos torreados de estilo neogótico. Podemos encontrar referencias al estilo neogótico en la Casa Verges (1898) y en la Casa Rotglá (1900). Ese mismo año construye una ermita en el Camino Viejo de Torrente, en la cual se mezclan motivos medievalizantes y elementos de gusto neogriego. Hoy esta ermita ha pasado a ser la Iglesia parroquial de Nuestra Señora de los Desamparados y San Isidro, en el barrio de San Isidro.
En los años siguientes Arnau Miramón proyecta dos de sus más importantes edificios, la Casa Sancho en la calle de la Paz y el Palacio de Fuentehermosa, en la calle Caballeros frente la Palau de la Generalidad. La Casa Sancho, construida en 1900 es un edificio de cinco plantas con fachadas en ángulo que se integran en un mirador volado de planta poligonal. Es uno de los edificios más emblemáticos y de más cuidado diseño de la calle La Paz.
A partir de 1903 edificó para Pascual Garrigues el Palacio de Fuentehermosa, también conocido como Palacio del Marqués de Castellfort, en cuya fachada utiliza elementos clasicistas, renacentistas, neogriegos y medievalizantes para lograr la obra más importante del eclecticismo en Valencia. Destacan los amplios miradores de planta poligonal situados en los ángulos de la fachada a la altura del piso principal y las cúpulas que coronan sus extremos. En su interior lo más destacable es el lujoso zaguán con su escalinata de mármol blanco, que recibe la luz por una claraboya cenital.
Otros edificios importantes de este periodo son la Casa Merlé (1901) con un mirador de hierro de estilo neogriego sobre el balcón central, la Casa en la calle Colón que construyó con gran sencillez decorativa para sí mismo en 1903, la Casa de Salvador Montón en la calle Pintor Sorolla y la Casa Montesinos concluida en abril de 1905 en la calle Pizarro esquina Gran Vía. Todas ellas hoy han desaparecido.
En 1906 le encargaron la construcción de un edificio destinado a Instituto de Sordomudos y Ciegos, más conocido como Asilo Sumsi. Su muerte, acaecida ese mismo año, le impidió dirigir esta obra de líneas sencillas y funcionales, como era característico en los edificios benéficos de la época.
Aún en 1904 realizó otro importante proyecto, la iglesia y convento de San Vicente Ferrer, la iglesia de los dominicos en la calle Cirilo Amorós. Se trata de una iglesia neogótica, tratada de manera muy ortodoxa, sin ninguna concesión al modernismo. Cuenta con una planta de cruz latina, atrio, cinco naves, crucero, cuatro capillas por lado y ábside con girola. La muerte le impidió dirigir esta obra, que fue realizada por el arquitecto Francisco Almenar Quinzá.
Su última obra en Valencia fue la Casa Rocafull, en la Gran Vía Marqués del Turia y cuya fachada ha sufrido diversas alteraciones.
Fuera de la ciudad de Valencia llevó a cabo numerosas obras, entre las cuales destaca el asilo de Santo Domingo de Villanueva de Castellón, con sus 365 ventanas, una por cada día del año. Hoy es el Colegio Santo Domingo en dicha localidad.
Otras obras fuera de Valencia son la iglesia de Nuestra Señora del Castillo en Cullera, sobre un proyecto de J. Belda, las obras de restauración en Santa María en Alcoy y la cúpula del Santuario de Nuestra Señora de Sales en Sueca. En Onteniente realizó las obras de la capilla de la comunión de la iglesia de San Carlos Borromeo y el convento de franciscanos, y en Segorbe el Coro de su Catedral de Segorbe, pero quizá su obra más conocida sea la restauración del Palacio Ducal de Gandía.
Su actividad intelectual fue relativamente intensa con discursos y trabajos para las numerosas entidades culturales y religiosas a las que perteneció. Su muerte tuvo lugar en Godella, donde pasaba temporadas de descanso durante los veranos, el 8 de septiembre de 1906 a los cincuenta y siete años de edad.
El Barón de Alcahalí (1850-1924), en su Diccionario Biográfico de Artistas Valencianos lo describe como un hombre competente y laborioso, de trato sencillo y de carácter modesto, y que evitó siempre las exhibiciones aparatosas de su talento.

## Obras representativas
1883

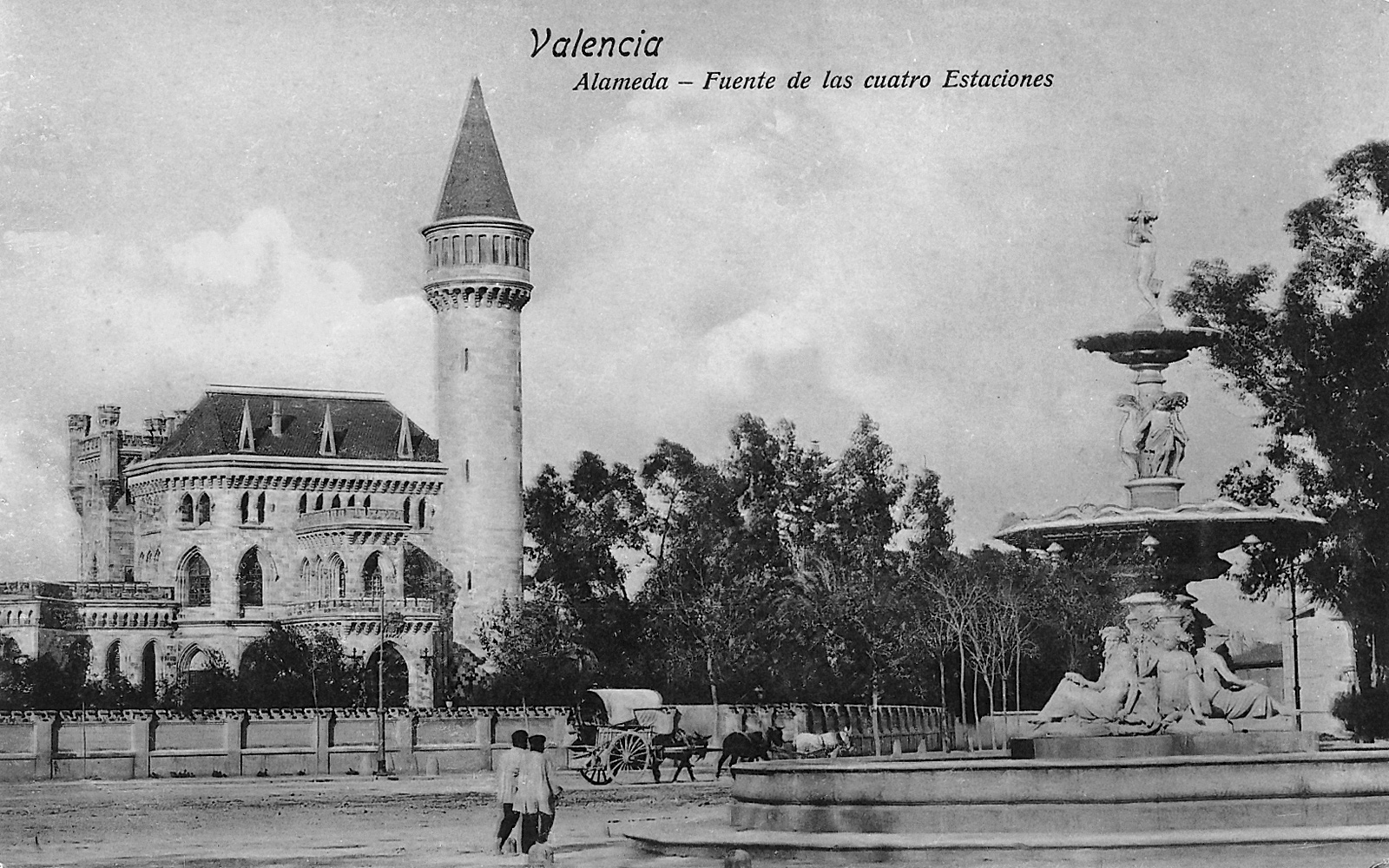
Palacio Ripalda en la Alameda

- Reforma de la fachada de la Iglesia del Convento del Pie de la Cruz.
- Proyecto de altar de San Luis Beltrán en la Iglesia de San Esteban.

1886
- Salón de Racionistas en la calle Blanquerías n.º 15.
- Casa Peris en la Bajada de San Francisco núm. 34. (desaparecida)

1887
- Reconstrucción de la iglesia y convento de Ntra. Sra. del Socorro, hoy de Jesús y María.
- Reforma de la fachada de la Casa de Salvador Montón en la calle Pintor Sorolla, núm. 6. (desaparecida)

1889
- Casa Palacio de la Condesa de Ripalda en la Alameda. (desaparecida)
- Casa y Pasaje Ripalda entre la calle San Vicente y la plaza de la Pelota -hoy calle de Moratín.

1891
- Casa Oliag en la calle de San Vicente núms. 27 al 31.

1896
- Casa Social del Círculo Valenciano entre las calles San Vicente de la Chamorra y Vallet. (desaparecida)
- Casa calle La Paz núm. 26, próxima a la calle San Juan de Ribera.

1898
- Casa calle Baja núm. 30, esquina a Portal de Valldigna.
- Casa Verges en la calle Barcelonina núms. 10 y 12 esquina San Vicente de la Chamorra. (desaparecida)

1900
- Ermita en el Camino Viejo de Torrente, hoy Iglesia parroquial de Nuestra Señora de los Desamparados y San Isidro, en la calle San Isidro 2, Valencia 46014.
- Casa Rotglá en la calle de San Vicente núm. 107. (desaparecida)
- Casa Sancho en la calle de la Paz, esquina a Comedias.

1901
- Casa Merlé en la calle María de Molina, esquina a San Andrés núm. 102, junto a la Plaza de Villarrasa. (desaparecida). Desaparecida en la ampliación del Palacio Marqués de Dos Aguas.
- Ampliación de la Casa Verges.
- Asilo de Santo Domingo en Villanueva de Castellón (Valencia)

1903
- Palacio de Fuentehermosa en la calle de Caballeros núm. 9.
- Casa calle Colón, para sí mismo, en la calle de Colón núm 22. (desaparecida)
- Casa de Salvador Montón en la calle Pintor Sorolla núm. 6. (desaparecida)
- Casa Montesinos en la calle Pizarro esquina con Gran Vía. (desaparecida)

1904
- Proyecto de iglesia y convento de San Vicente Ferrer en la calle Cirilo Amorós.

1906
- Instituto de Sordomudos y Ciegos, o Asilo Sumsi, en la calle Martí -hoy calle Doctor Sumsi.
- Casa Rocafull en la Gran Vía Marqués del Turia núm. 17.
- Dos miradores de madera para la casa núm. 9 de la calle Pascual y Genis.

año desconocido
- Restauración del Palacio Ducal de Gandía.
- Iglesia de Ntra. Sra. del Castillo de Cullera, sobre un proyecto de J. Belda.
- Restauración de la iglesia arciprestal de Santa María, en Alcoy.
- Restauración de la cúpula del Santuario de Ntra. Sra. de Sales en Sueca.
- La capilla de la comunión en la iglesia de San Carlos Borromeo de Onteniente.
- El convento de franciscanos en Onteniente.
- El Coro de la catedral de Segorbe.

## Galería fotográfica

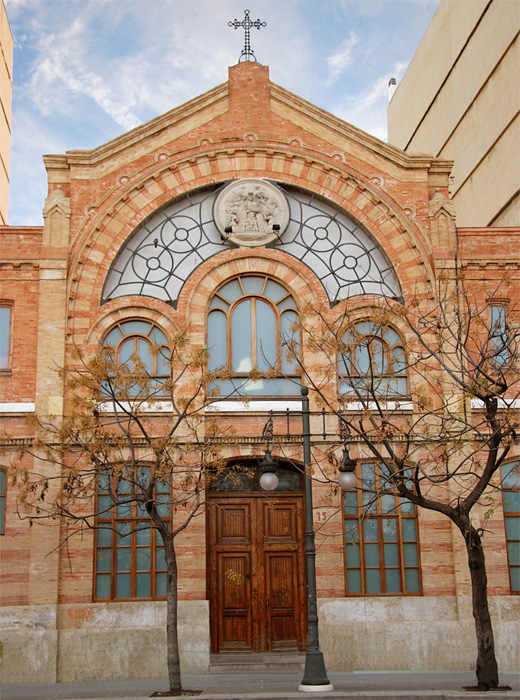
Salón de Racionistas.
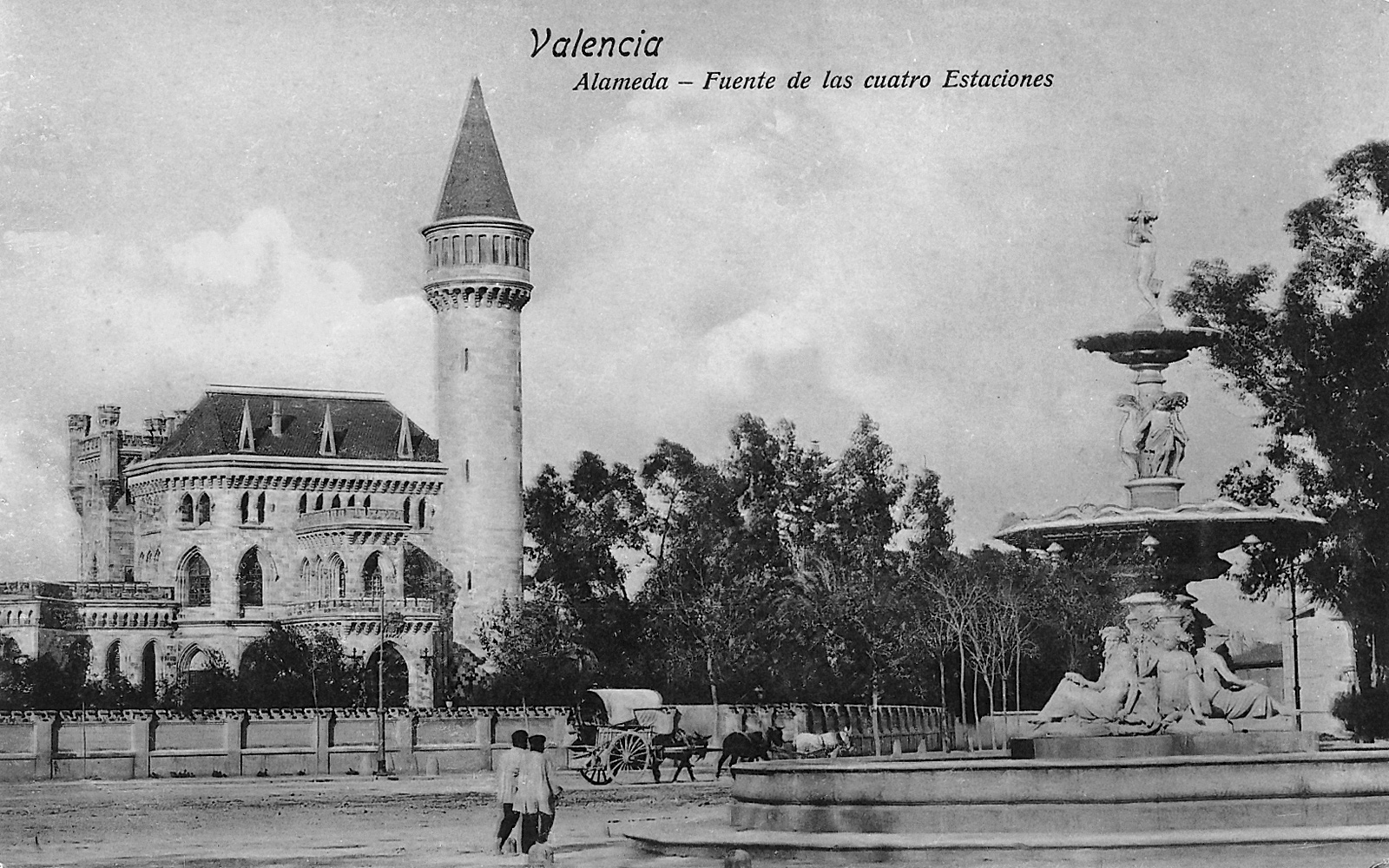
Palacio Ripalda.
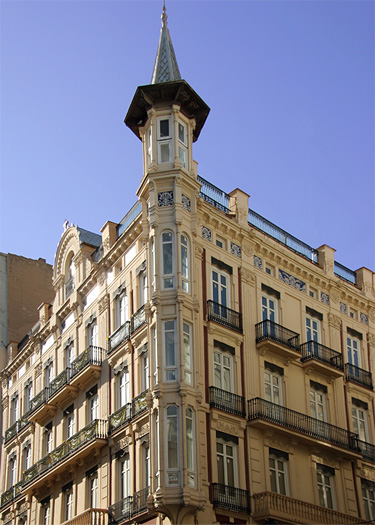
Casa Sancho.
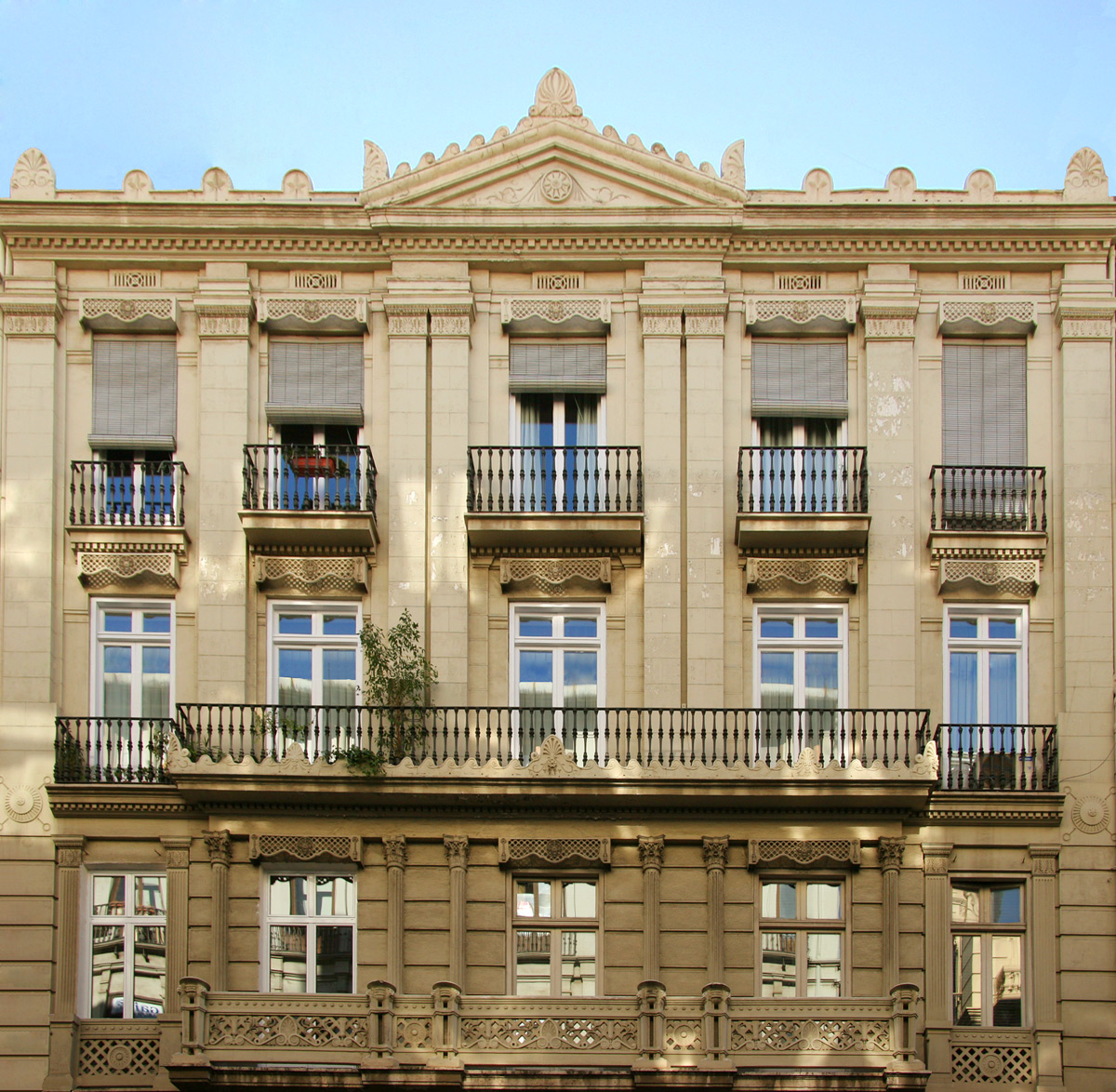
Calle La Paz 26.
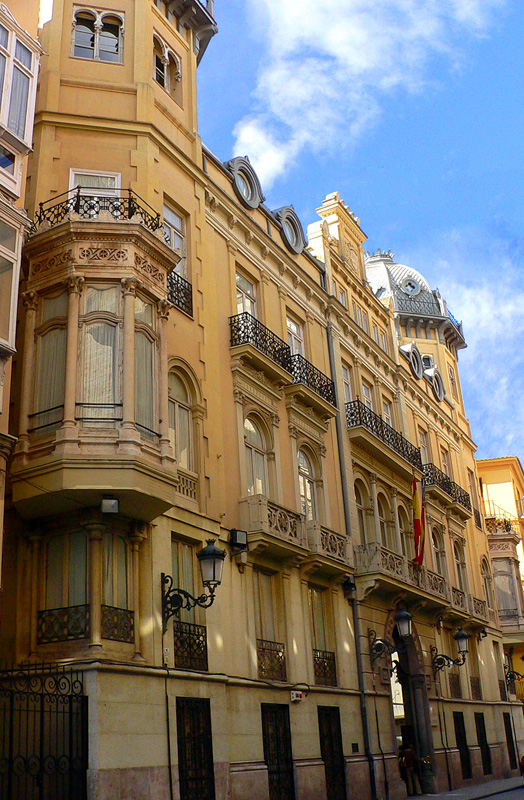
Palacio de Fuentehermosa.
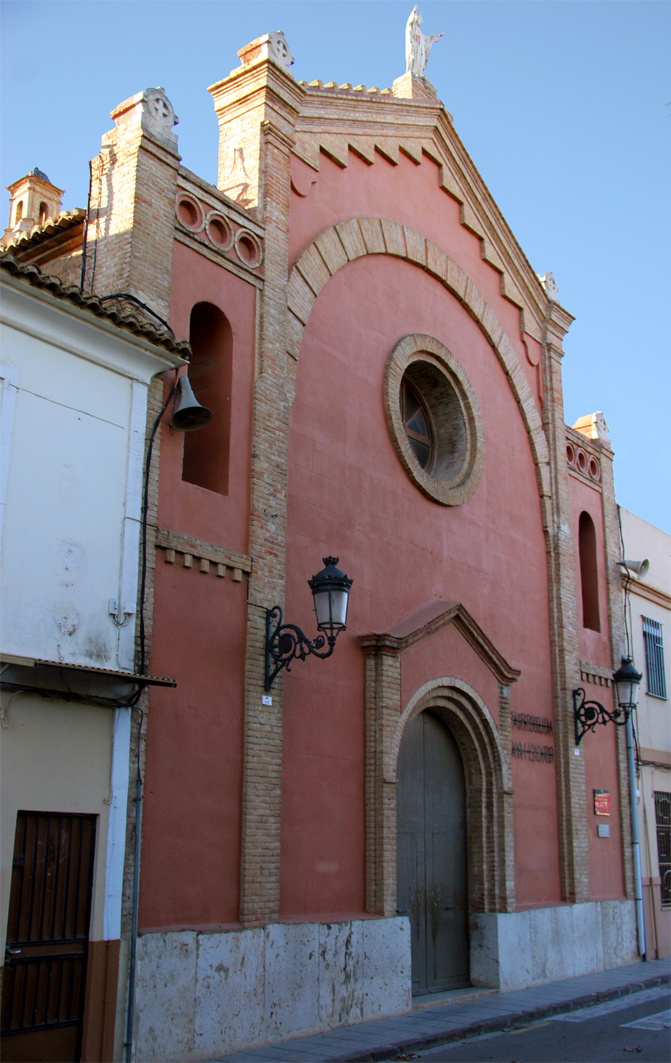
Iglesia de San Isidro.
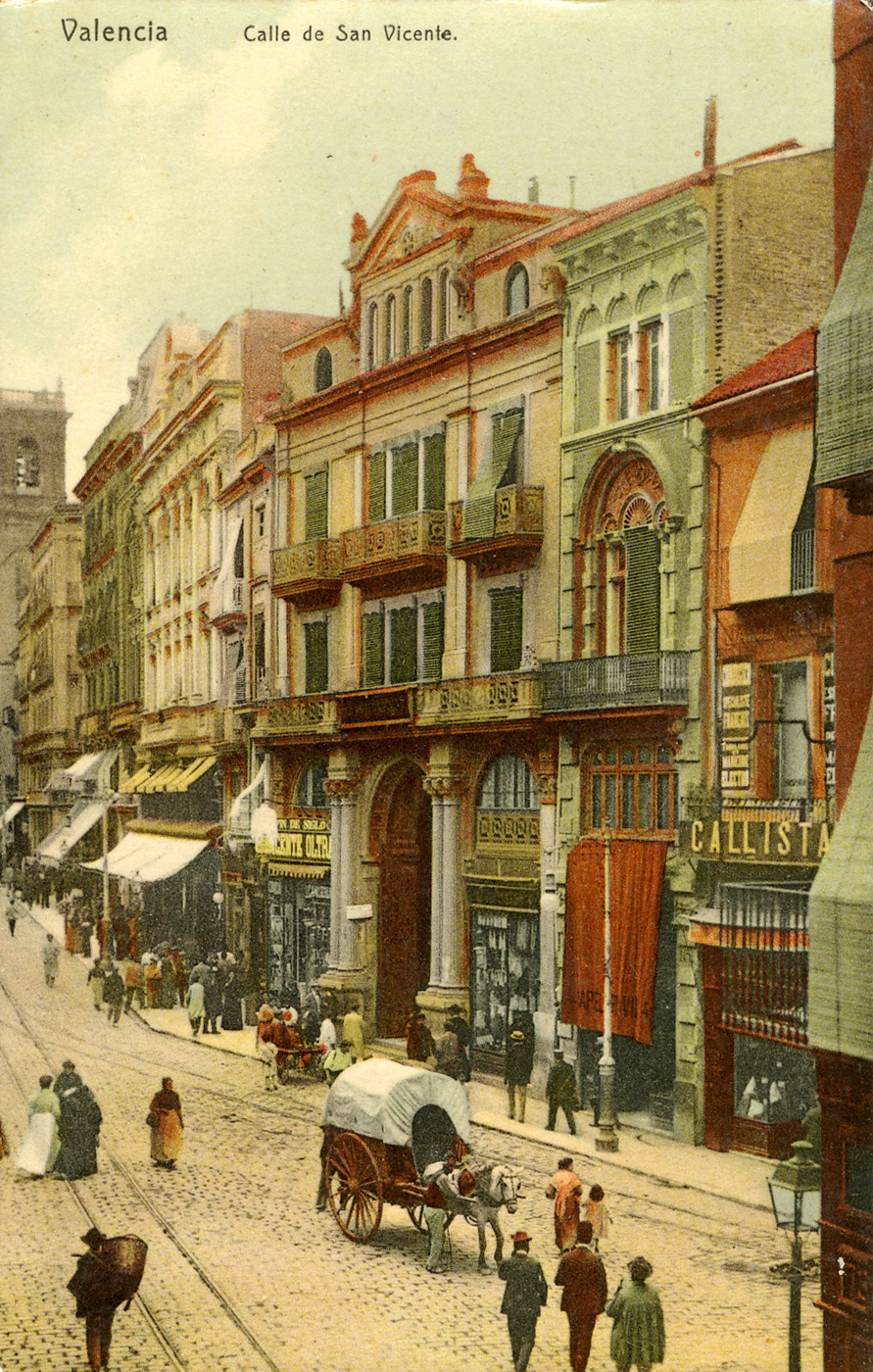
Pasaje Ripalda, a principios del siglo XX.

## Planos

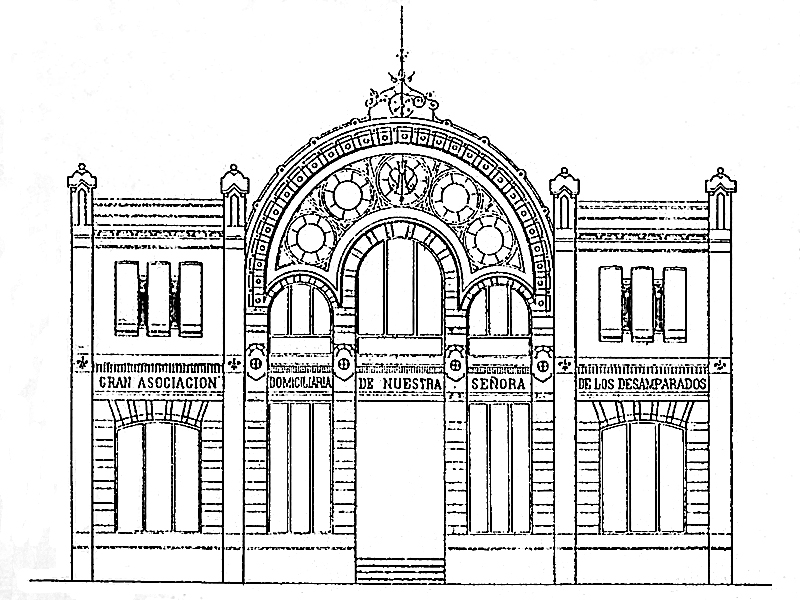
Fachada del Salón de Racionistas.
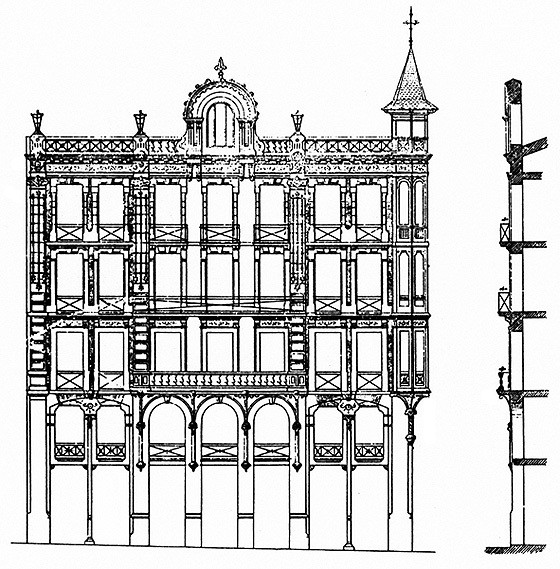
Fachada Casa Sancho.
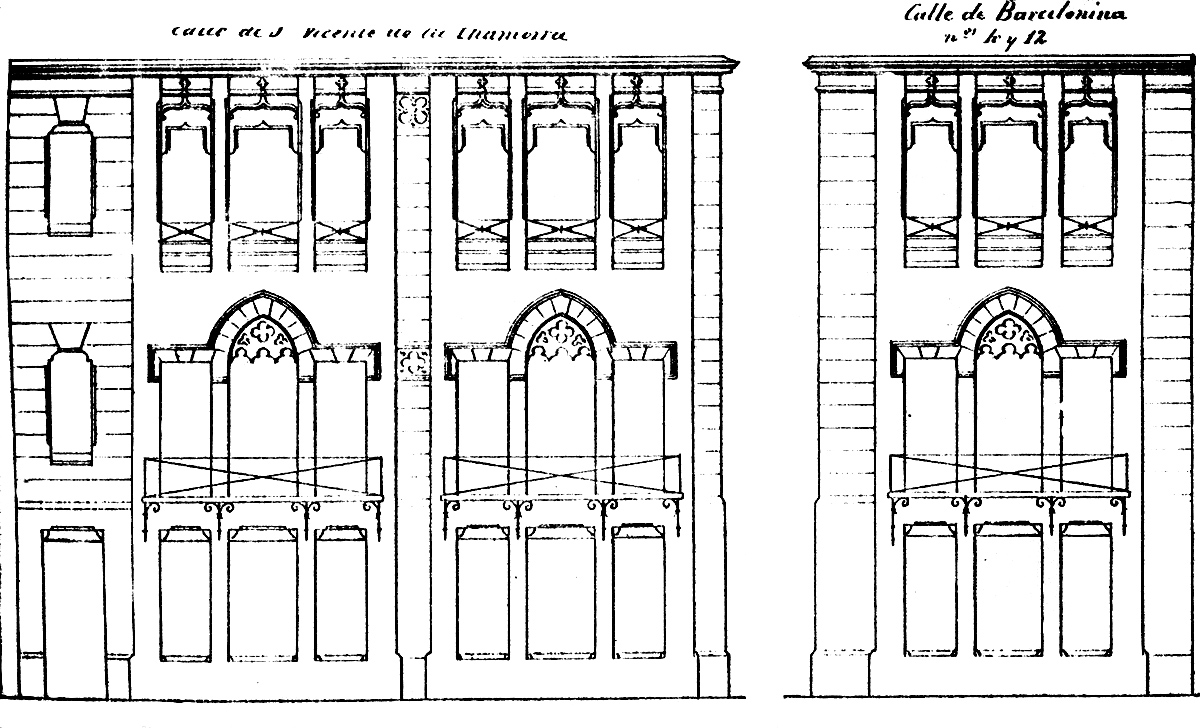
Fachadas Casa Verges.